# Aragón Ilustrado
Aragón Ilustrado fue un semanario artístico y literario español. Su primer número apareció el 1 de enero de 1899, con un coste de 15 céntimos de peseta. Publicó un total de doce números, el último el 1 de abril de 1899.

## Origen
Las oficinas y talleres estaban situados en el paseo de la Independencia, 29, en Zaragoza, siendo su director Alberto Casañal Shakery y los propietarios Soteras y Monforte. La revista siguió el modelo de la publicación madrileña Blanco y Negro.

## Suscripción
Aragón Ilustrado tenía unos precios de suscripción para Zaragoza de 6,75 pesetas y para provincias de 8,75 pesetas anuales. 

## Colaboradores
Contó por aquel tiempo con las mejores firmas literarias entre las que se encuentran Mariano Baselga y Ramírez, J. Moneva y Puyol, Joaquín Costa, Pedro Mata Domínguez, Juan Fabiani, el Señor de Alfocea, Luis Royo Villanova, Sixto Celorrio o Antonio Mompeón Motos.
Como su título indica, es una revista ilustrada y por lo tanto proliferan las fotografías de los más populares personajes y pintores de la época como Joaquín Pallarés, A. Zuera, Vila Prades, Juan José Gárate o M. Ramón Navarro.